# جون جي. هوارد
جون جي. هوارد هو سياسي أمريكي، ولد في 1869، وتوفي في 24 يناير 1941. نشط حزبياً في الحزب الديمقراطي. وقد انتخب عضو جمعية ولاية نيويورك ‏ وانتخب عضو مجلس ولاية نيويورك ‏.